# Nya Riga (1708)
Nya Riga (54 kanoner) var ett svenskt linjeskepp, byggt 1708 av Charles Sheldon i Karlskrona; deltog i sjöslaget vid Rugen 1715; sprang genom explosion i krutdurken i luften och sjönk å Karlskrona inre redd 1717, vraket undanröjdes vid övningsdykning 1870.